# Liên văn hóa
Liên văn hoá đề cập đến việc hỗ trợ đối thoại xuyên văn hoá và không chấp nhận các xu hướng tự chia cách trong các nền văn hoá . Liên văn hóa liên quan đến việc vượt qua sự chấp nhận thụ động của một thực tế đa văn hóa với nhiều nền văn hóa tồn tại trong xã hội và thay vào đó thúc đẩy đối thoại và tương tác giữa các nền văn hoá.
Liên văn hoá đã xuất hiện để phản ứng với những lời chỉ trích về các chính sách hiện tại của đa văn hóa, chẳng hạn như những lời chỉ trích rằng các chính sách như vậy đã không tạo ra sự hòa hợp giữa các nền văn hoá khác nhau trong xã hội mà thay vào đó đã phân chia xã hội bằng cách hợp pháp hóa các cộng đồng riêng lẻ tách biệt và nhấn mạnh đến nét riêng biệt của chúng. Nó dựa trên sự thừa nhận của cả sự khác biệt và sự tương đồng giữa các nền văn hoá . Nó đã đề cập đến nguy cơ tạo ra sự tương đối văn hóa tuyệt đối trong hậu hiện đại và đa văn hóa.
Nhà triết học Martha Nussbaum trong tác phẩm Nuôi dưỡng Nhân bản của mình, mô tả liên văn hóa như là "nhận biết các nhu cầu chung của con người qua các nền văn hoá và sự bất hòa và đối thoại phê bình trong các nền văn hoá" và cho là các nhà liên văn hoá "bác bỏ tuyên bố về chính trị bản sắc mà cho là chỉ có các thành viên của một nhóm mới có khả năng hiểu quan điểm của nhóm đó ". Ali Rattansi, trong cuốn sách của ông Đa văn hóa: Một bài giới thiệu rất ngắn (2011) lập luận rằng liên văn hóa mang lại nhiều hiệu quả hơn so với đa văn hóa thông thường cho các nhóm dân tộc khác nhau để cùng tồn tại trong một bầu không khí khuyến khích sự hiểu biết và văn minh giữa các sắc tộc tốt hơn. Ông đã đưa ra những ví dụ hữu ích về cách các dự án liên văn hóa ở Anh đã cho thấy trong thực tế một cách xây dựng để thúc đẩy sự văn minh đa sắc tộc. Dựa trên một số lượng lớn các nghiên cứu, ông cũng đưa ra các phác thảo về cách giải thích mới về lịch sử toàn cầu, cho thấy các khái niệm khoan dung không bị giới hạn ở phương Tây, và những gì thường được coi là thành tựu văn hoá phương Tây duy nhất nên thích hợp hơn được coi là một thành tựu của Âu Á. Do đó, ông đã đưa ra một quan điểm liên văn hóa về lịch sử toàn cầu, làm suy yếu các khái niệm về "một cuộc đụng độ giữa các nền văn minh".
Chủ nghĩa liên văn hóa có cả những người ủng hộ và phản đối trong số những người ủng hộ chủ nghĩa đa văn hóa. Gerald Delanty cho liên văn hóa có khả năng kết hợp chủ nghĩa đa văn hóa vào nó. Ngược lại, Nussbaum coi liên văn hóa là khác biệt với đa văn hóa và ghi nhận rằng một số giáo sư nhân văn ưa thích liên văn hóa hơn là đa văn hóa, vì họ coi chủ nghĩa đa văn hóa là "liên quan đến thuyết tương đối và chính trị bản sắc".